# Kościół Miłosierdzia Bożego w Bielsku Podlaskim
Kościół Miłosierdzia Bożego w Bielsku Podlaskim – rzymskokatolicki kościół położony w diecezji drohiczyńskiej w Bielsku Podlaskim przy ul. Wojska Polskiego 66.

## Historia
Pierwsze starania związane z organizacją kolejnej parafii w Bielsku Podlaskim na polecenie ks. biskupa Władysława Jędruszuka rozpoczął w roku 1987, ks. mgr Antoni Zajączkowski (proboszcz parafii farnej).
Dekretem z dnia 17 września 1989 roku ks. bp Władysław Jędruszuk administrator apostolski diecezji pińskiej erygował nową parafię pod wezwaniem Miłosierdzia Bożego. Jej pierwszym proboszczem został nominowany dotychczasowy proboszcz z Czeremchy (1986–1989) ks. Marian Wyszkowski.

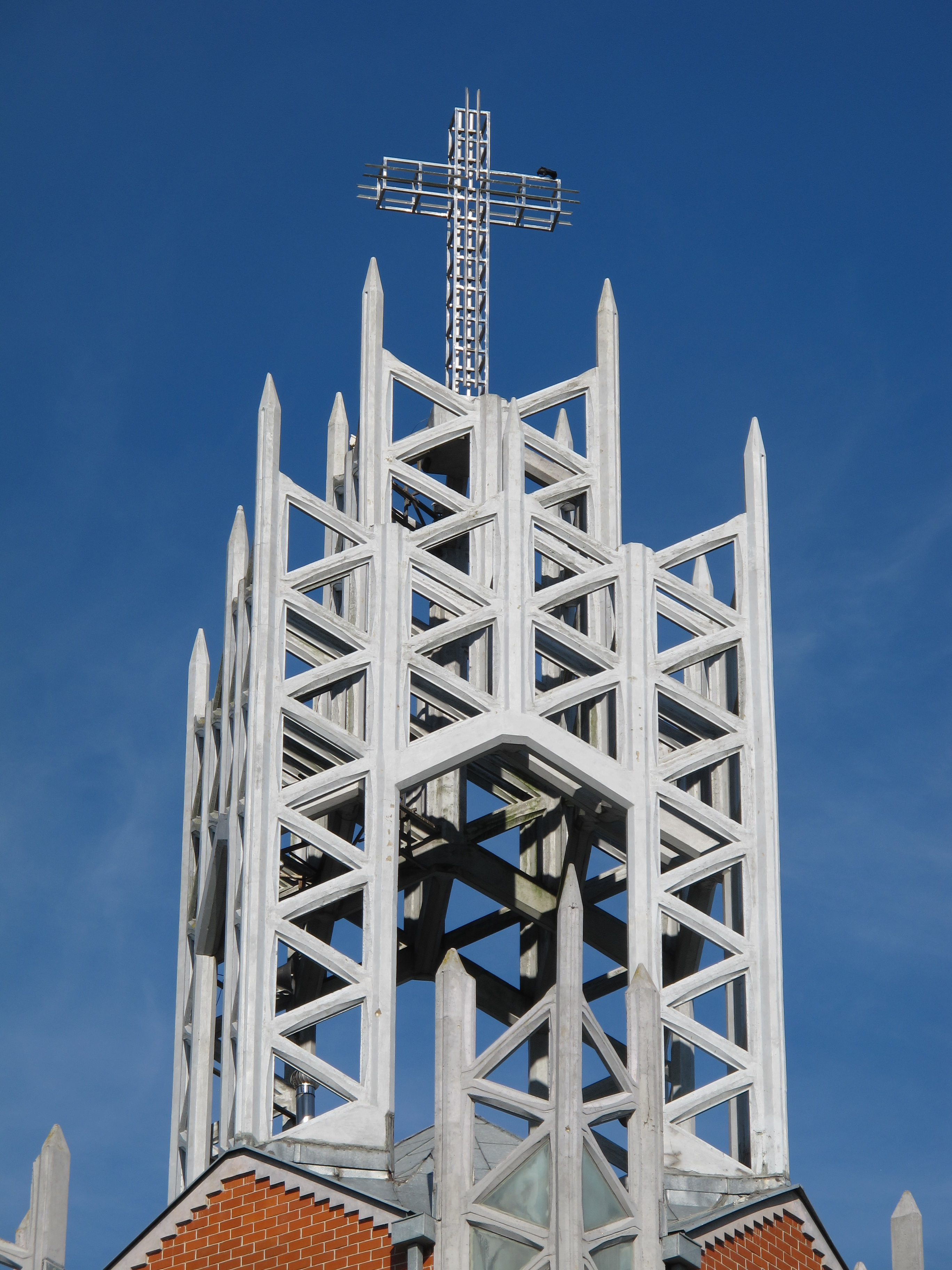
Wieża kościoła

W dniu 24 listopada 1989 roku staraniem parafian zakupiono od p. Eugenii Moczulskiej plac przy ul. Wojska Polskiego z przeznaczeniem pod budowę kościoła. Projekt nowej świątyni wykonał arch. Andrzej Chwalibóg z Białegostoku, a kierownikiem prac był Lucjan Oksimowicz. Obliczeń konstrukcyjnych dokonał inż. Andrzej Wrzosek. Budowę świątyni rozpoczęto 29 sierpnia 1992 roku, a kamień węgielny został  poświęcony w dniu 24 września 1994 roku przez ks. bp Antoniego Pacyfika Dydycza. Konsekracji nowego kościoła pw. Miłosierdzia Bożego dokonał w dniu 21 kwietnia 2001 roku biskup drohiczyński Antoni P. Dydycz.